# 141
Cette page concerne l'année 141  du calendrier julien. Pour l'année 141 av. J.-C., voir 141 av. J.-C. Pour le nombre 141, voir 141 (nombre).
L'année 141 est une année commune qui commence un samedi.

## Événements
- 22 mars : passage de la comète de Halley[1].

- Bretagne : campagne de Quintus Lollius Urbicus au nord du mur d'Hadrien. Il s'empare des territoires des Votadini et des Selgovae jusqu'à la ligne entre le Forth et la Clyde ; il restaure les forts et les routes construites par Agricola abandonnés et commence la construction du mur d'Antonin[2].
- Rome : dédicace du Temple d'Antonin et Faustine sur le Forum, aujourd’hui l’église Saint-Laurent, en l'honneur de Faustine l'Ancienne, épouse de l’empereur Antonin le Pieux[3].